# مونلويه (أين)
مونلويه (بالفرنسية: Montluel)‏ هي بلدية فرنسية تقع في إقليم الأين في فرنسا. رمز إنسي لها هو:1262. أما الرمز البريدي لها فهو: 1120.

## توأمة
لمونلويه (أين) اتفاقيات توأمة مع:
- أوستفيلدرن